# بني هليل (اسطيحة)
بني هليل هي إحدى مشيخات المملكة المغربية، تتبع جغرافيا لإقليم شفشاون وإداريًا لاسطيحة. يقدر عدد سكانها بـ 2316 نسمة حسب الإحصاء الرسمي للسكان والسكنى لسنة 2004.